# Jordan Veretout
Jordan Marcel Gilbert Veretout (Ancenis, 1º marzo 1993) è un calciatore francese, centrocampista dell'Al-Arabi. Con la nazionale francese è diventato vicecampione del mondo nel 2022 e ha vinto la UEFA Nations League 2020-2021.

## Caratteristiche tecniche
Regista moderno, può giocare sia davanti alla difesa che come centrocampista a tutto campo grazie alla sua duttilità. Molto dotato tecnicamente, può ricoprire più ruoli, ed è in possesso di una buona visione di gioco e dinamismo,. Ottimo uomo-assist, è abile nel creare spazi sia per gli inserimenti dei suoi compagni sia per la conclusione personale, oltre che nelle verticalizzazioni. In fase difensiva è bravo negli intercetti e nei tackle. Viene spesso incaricato della battuta dei calci piazzati. È inoltre un abile rigorista.

## Carriera

### Club

#### Gli inizi, Nantes
Arriva al Nantes nel 2003 dal Belligné e milita in tutte le squadre giovanili fino al suo debutto in prima squadra in Ligue 2 il 13 maggio 2011 nella partita persa 3-1 contro il Sedan, all'età di diciotto anni, due mesi e dodici giorni. Realizza la sua prima rete da professionista il 22 agosto 2011 nella partita vinta, in casa, per 4-0 contro il Guingamp.
Il 22 luglio 2011 fa il suo esordio nella Coupe de la Ligue nella partita vinta per 1-0 contro lo Stade Reims, uscendo all'85'. La stagione seguente, nella partita persa 2-1 di Coupe de la Ligue contro l'Angers, mette a segno il suo primo gol nella competizione e il primo dal dischetto. La sua squadra viene promossa dalla Ligue 2 alla Ligue 1.
Nella stagione 2013-2014 partecipa in Ligue 1, dove fa il suo esordio il 10 agosto 2013 contro il Bastia (0-0). Il suo primo gol in campionato è avvenuto il 22 settembre 2013 contro il Lione, dove la sua squadra perde 3-1.

#### Aston Villa e Saint-Étienne
Il 31 luglio 2015 viene ceduto all'Aston Villa in Premier League: debutta nella massima serie inglese l'8 agosto seguente, disputando la prima gara di campionato contro il Bournemouth. Il 25 agosto successivo, debutta in coppa di lega, contro il Notts County. Infine, l'esordio in FA Cup è datato 9 gennaio 2016, in occasione della gara contro il Wycombe. La sua avventura in Inghilterra non è fortunata, in quanto risente della stagione negativa della squadra retrocessa da ultima in classifica, totalizzando 25 presenze senza reti. Oltretutto lui ha avuto dei problemi con l'allenatore dei Villains Tim Sherwood, poi esonerato in ottobre.

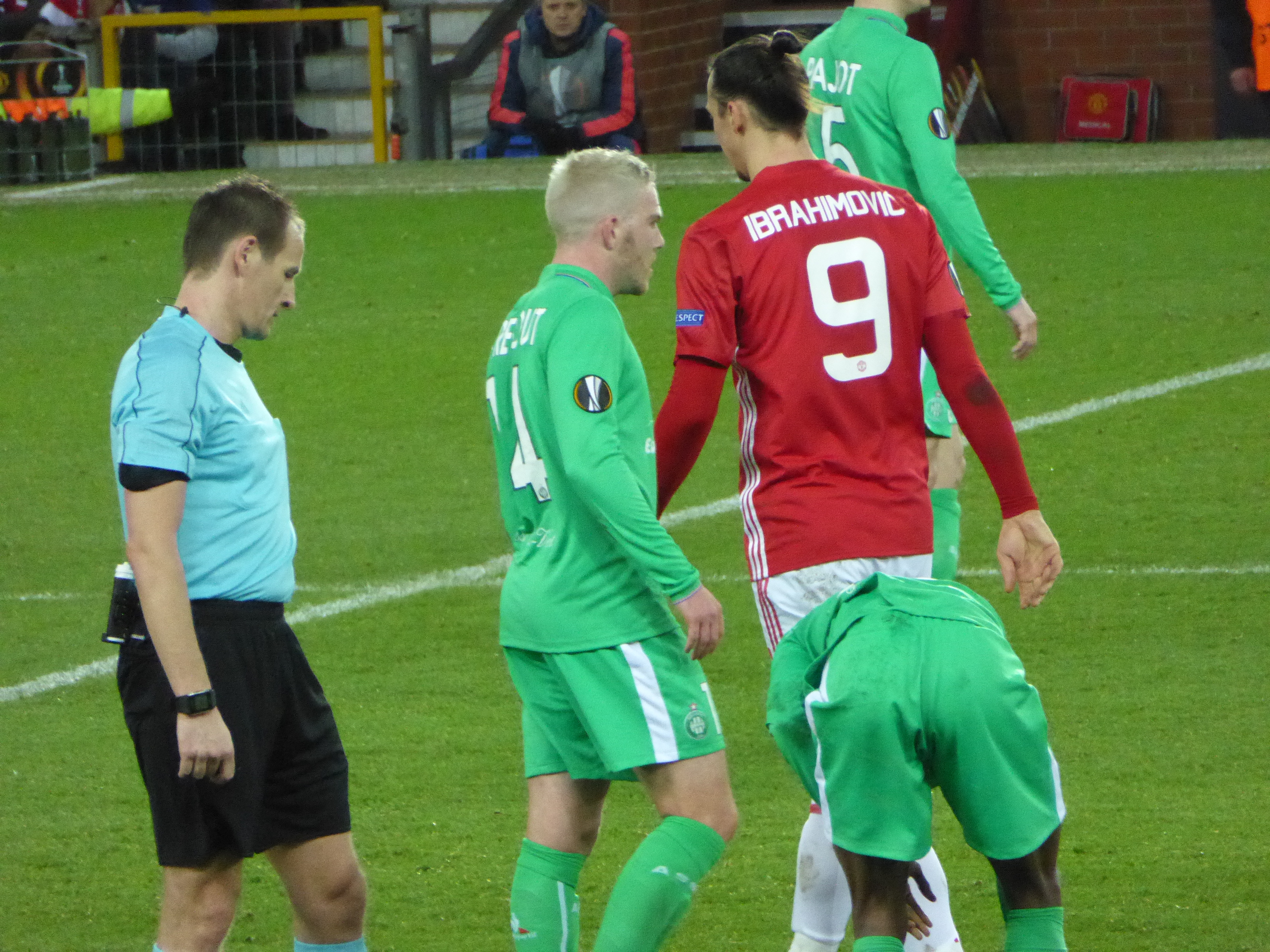
Veretout con la maglia del Saint-Etienne; alla sua destra Zlatan Ibrahimović.

Il 23 agosto 2016 viene ceduto in prestito annuale al Saint-Étienne. Il 28 agosto 2016 ha fatto la sua prima apparizione in campionato in maglia biancoverde, debuttando contro il Tolosa. Il 15 settembre ha invece debuttato in Europa League, contro il Magonza. Il 23 ottobre 2016, Veretout sigla la sua prima rete con i francesi, nella gara di campionato contro il Caen. L'8 gennaio 2017, alla sua prima ed unica presenza con il Saint-Étienne in Coupe de France, sigla anche la sua prima rete in assoluto in tale competizione, a scapito del Croix.

#### Fiorentina
Nell'estate 2017 la Fiorentina lo acquista per 7 milioni di euro. Esordisce da titolare in Serie A il 20 agosto, nella partita persa per 3-0 contro l'Inter. Diventa titolare della squadra e si fa notare immediatamente per le ottime prestazioni offerte con la viola. Segna la prima rete il 10 settembre, nella vittoria esterna (5-0) ai danni del Verona. Il 13 dicembre, al debutto in Coppa Italia, realizza una doppietta aiutando la sua squadra a battere per 3-2 la Sampdoria. Il 18 aprile 2018 segna una tripletta nella sfida persa in casa per 3-4 contro la Lazio.
L'anno successivo il 24 febbraio 2019 realizza contro l'Inter (3-3 il finale) il goal più tardivo della storia della Serie A, segnando su calcio di rigore al 101'. Tale record viene poi battuto il 3 aprile seguente da Daniel Ciofani del Frosinone, che su rigore ha segnato il definitivo 3-2 dei ciociari sul Parma al 103'. La squadra vive una stagione difficoltosa salvandosi all'ultima giornata dopo uno 0-0 con il Genoa, ma nonostante questo Veretout è uno dei migliori della rosa.

#### Roma
Il 20 luglio 2019 la Roma ufficializza il suo acquisto dalla Fiorentina in prestito oneroso da un milione di euro, con obbligo di riscatto pari a 17 milioni di euro più bonus. Il calciatore firma con i giallorossi un contratto quinquennale valido fino al 30 giugno 2024. Debutta in maglia giallorossa il 15 settembre 2019, in occasione del match di campionato contro il Sassuolo. Il 19 settembre seguente, disputa la prima gara di Europa League con i giallorossi, contro l'İstanbul Başakşehir. Il 2 novembre segna il primo gol con la maglia dei capitolini, trasformando un calcio di rigore nella partita vittoriosa contro il Napoli (2-1). Il 28 novembre, in occasione della gara di ritorno di Europa League contro il Başakşehir, Veretout mette a segno la sua prima marcatura internazionale, anche in questo caso su calcio di rigore. Segna la sua prima doppietta in maglia giallorossa, peraltro entrambi i gol su rigore, nella vittoria contro la Fiorentina (sua ex squadra) per 2-1. Realizza 7 reti tra campionato e coppa rivelandosi uno dei giocatori migliori dei giallorossi nel corso della stagione.
Nella stagione seguente, riscattato dalla società giallorossa, viene scelto come primo rigorista dopo la partenza di Perotti e sigla una doppietta nel pareggio interno contro la Juventus. Termina la stagione con undici marcature totali a fronte di 37 presenze stagionali.
Il 19 agosto 2021 fa il suo debutto in Conference League, in occasione della vittoria esterna sul Trabzonspor. Tuttavia in questa stagione, nonostante un buon inizio, Veretout non rende come nelle precedenti finendo pure in panchina durante il girone di ritorno.

#### Olympique Marsiglia
Il 5 agosto 2022 viene ceduto a titolo definitivo all'Olympique Marsiglia  per 11 milioni di euro più 4,5 di bonus (2 milioni se disputa almeno 30 partite in stagione e altri 2,5 se la squadra si qualificherà alla Champions League). Conclude la sua esperienza marsigliese collezionando 94 presenze e 10 reti complessivamente.

#### Olympique Lione
Il 4 settembre 2024 viene acquistato a titolo definitivo per 4 milioni di euro, oltre a bonus che potrebbero ammontare fino a 3 milioni di euro ed il 25% sulla futura rivendita, dall'Olympique Lione , con cui sottoscrive un contratto biennale valido fino al 30 giugno 2026. Il suo  trasferimento al di fuori delle finestre di mercato è avvenuto grazie all'esenzione dal trasferimento "jolly" presente in Francia.

#### Al-Arabi
Il 25 luglio 2025 viene ceduto a titolo definitivo per 500.000 euro + 50% sulla futura rivendita al Al-Arabi.

### Nazionale
Ha militato nelle varie nazionali giovanili francesi, Under-18, Under-19. Nel 2012 ha militato nella nazionale Under-20, con la quale ha vinto il Mondiale di categoria del 2013 da protagonista. Vanta nove gettoni anche con l'Under-21 francese. Dopo non essere stato convocato per Euro 2020 a causa di un infortunio al bicipite femorale, il 26 agosto 2021 viene convocato per la prima volta dal CT della nazionale maggiore Didier Deschamps per far parte dei Bleus durante le partite di qualificazione al Mondiale 2022. Il 1º settembre esordisce in nazionale partendo da titolare contro la Bosnia ed Erzegovina e venendo sostituito nel corso del secondo tempo.

## Statistiche

### Presenze e reti nei club
Statistiche aggiornate al 5 settembre 2024.
| Stagione                   | Squadra                    | Campionato                 | Campionato | Campionato | Coppe nazionali | Coppe nazionali | Coppe nazionali | Coppe continentali | Coppe continentali | Coppe continentali | Altre coppe | Altre coppe | Altre coppe | Totale | Totale |
| Stagione                   | Squadra                    | Comp                       | Pres       | Reti       | Comp            | Pres            | Reti            | Comp               | Pres               | Reti               | Comp        | Pres        | Reti        | Pres   | Reti   |
| -------------------------- | -------------------------- | -------------------------- | ---------- | ---------- | --------------- | --------------- | --------------- | ------------------ | ------------------ | ------------------ | ----------- | ----------- | ----------- | ------ | ------ |
| 2010-2011                  | Nantes                     | L2                         | 1          | 0          | CF+CdL          | 0+0             | 0               | -                  | -                  | -                  | -           | -           | -           | 1      | 0      |
| 2011-2012                  | Nantes                     | L2                         | 35         | 6          | CF+CdL          | 1+3             | 0               | -                  | -                  | -                  | -           | -           | -           | 39     | 6      |
| 2012-2013                  | Nantes                     | L2                         | 31         | 0          | CF+CdL          | 1+1             | 0+1             | -                  | -                  | -                  | -           | -           | -           | 33     | 1      |
| 2013-2014                  | Nantes                     | L1                         | 27         | 1          | CF+CdL          | 1+3             | 0               | -                  | -                  | -                  | -           | -           | -           | 31     | 1      |
| 2014-2015                  | Nantes                     | L1                         | 36         | 7          | CF+CdL          | 3+1             | 0               | -                  | -                  | -                  | -           | -           | -           | 40     | 7      |
| Totale Nantes              | Totale Nantes              | Totale Nantes              | 130        | 14         |                 | 14              | 1               |                    | -                  | -                  |             | -           | -           | 144    | 15     |
| 2015-2016                  | Aston Villa                | PL                         | 25         | 0          | FACup+CdL       | 2+2             | 0               | -                  | -                  | -                  | -           | -           | -           | 29     | 0      |
| 2016-2017                  | Saint-Étienne              | L1                         | 35         | 3          | CdF+CdL         | 1+0             | 1+0             | UEL                | 7                  | 0                  | -           | -           | -           | 43     | 4      |
| 2017-2018                  | Fiorentina                 | A                          | 36         | 8          | CI              | 2               | 2               | -                  | -                  | -                  | -           | -           | -           | 38     | 10     |
| 2018-2019                  | Fiorentina                 | A                          | 33         | 5          | CI              | 4               | 0               | -                  | -                  | -                  | -           | -           | -           | 37     | 5      |
| Totale Fiorentina          | Totale Fiorentina          | Totale Fiorentina          | 69         | 13         |                 | 6               | 2               |                    | -                  | -                  |             | -           | -           | 75     | 15     |
| 2019-2020                  | Roma                       | A                          | 33         | 6          | CI              | 2               | 0               | UEL                | 8                  | 1                  | -           | -           | -           | 43     | 7      |
| 2020-2021                  | Roma                       | A                          | 29         | 10         | CI              | 1               | 0               | UEL                | 8                  | 1                  | -           | -           | -           | 38     | 11     |
| 2021-2022                  | Roma                       | A                          | 36         | 4          | CI              | 2               | 0               | UECL               | 2+10               | 0                  | -           | -           | -           | 50     | 4      |
| Totale Roma                | Totale Roma                | Totale Roma                | 98         | 20         |                 | 5               | 0               |                    | 28                 | 2                  |             | -           | -           | 131    | 22     |
| 2022-2023                  | Olympique Marsiglia        | L1                         | 38         | 4          | CF              | 4               | 1               | UCL                | 6                  | 0                  | -           | -           | -           | 48     | 5      |
| 2023-2024                  | Olympique Marsiglia        | L1                         | 29         | 1          | CF              | 2               | 1               | UCL+UEL            | 2+13               | 0+3                | -           | -           | -           | 46     | 5      |
| Totale Olympique Marsiglia | Totale Olympique Marsiglia | Totale Olympique Marsiglia | 67         | 5          |                 | 6               | 2               |                    | 21                 | 3                  |             | -           | -           | 94     | 10     |
| 2024-2025                  | Olympique Lione            | L1                         | 9          | 1          | CF              | -               | -               | UEL                | -                  | -                  | -           | -           | -           | 9      | 1      |
| Totale carriera            | Totale carriera            | Totale carriera            | 433        | 57         |                 | 36              | 6               |                    | 56                 | 5                  |             | -           | -           | 525    | 68     |

### Cronologia presenze e reti in nazionale
| Cronologia completa delle presenze e delle reti in nazionale ― Francia | Cronologia completa delle presenze e delle reti in nazionale ― Francia | Cronologia completa delle presenze e delle reti in nazionale ― Francia | Cronologia completa delle presenze e delle reti in nazionale ― Francia | Cronologia completa delle presenze e delle reti in nazionale ― Francia | Cronologia completa delle presenze e delle reti in nazionale ― Francia | Cronologia completa delle presenze e delle reti in nazionale ― Francia | Cronologia completa delle presenze e delle reti in nazionale ― Francia |
| Data                                                                   | Città                                                                  | In casa                                                                | Risultato                                                              | Ospiti                                                                 | Competizione                                                           | Reti                                                                   | Note                                                                   |
| ---------------------------------------------------------------------- | ---------------------------------------------------------------------- | ---------------------------------------------------------------------- | ---------------------------------------------------------------------- | ---------------------------------------------------------------------- | ---------------------------------------------------------------------- | ---------------------------------------------------------------------- | ---------------------------------------------------------------------- |
| 1-9-2021                                                               | Strasburgo                                                             | Francia                                                                | 1 – 1                                                                  | Bosnia ed Erzegovina                                                   | Qual. Mondiali 2022                                                    | -                                                                      | 30’ 53’                                                                |
| 4-9-2021                                                               | Kiev                                                                   | Ucraina                                                                | 1 – 1                                                                  | Francia                                                                | Qual. Mondiali 2022                                                    | -                                                                      | 83’                                                                    |
| 7-10-2021                                                              | Torino                                                                 | Belgio                                                                 | 2 – 3                                                                  | Francia                                                                | UEFA Nations League 2020-2021 - Semifinale                             | -                                                                      | 90+6’                                                                  |
| 10-10-2021                                                             | Milano                                                                 | Spagna                                                                 | 1 – 2                                                                  | Francia                                                                | UEFA Nations League 2020-2021 - Finale                                 | -                                                                      | 90+2’                                                                  |
| 16-11-2021                                                             | Helsinki                                                               | Finlandia                                                              | 0 – 2                                                                  | Francia                                                                | Qual. Mondiali 2022                                                    | -                                                                      | 86’                                                                    |
| 30-11-2022                                                             | Al Rayyan                                                              | Tunisia                                                                | 1 – 0                                                                  | Francia                                                                | Mondiali 2022 - 1º turno                                               | -                                                                      | 63’                                                                    |
| Totale                                                                 |                                                                        | Presenze                                                               | 6                                                                      |                                                                        | Reti                                                                   | 0                                                                      |                                                                        |

| Cronologia completa delle presenze e delle reti in nazionale ― Francia under 21 | Cronologia completa delle presenze e delle reti in nazionale ― Francia under 21 | Cronologia completa delle presenze e delle reti in nazionale ― Francia under 21 | Cronologia completa delle presenze e delle reti in nazionale ― Francia under 21 | Cronologia completa delle presenze e delle reti in nazionale ― Francia under 21 | Cronologia completa delle presenze e delle reti in nazionale ― Francia under 21 | Cronologia completa delle presenze e delle reti in nazionale ― Francia under 21 | Cronologia completa delle presenze e delle reti in nazionale ― Francia under 21 |
| Data                                                                            | Città                                                                           | In casa                                                                         | Risultato                                                                       | Ospiti                                                                          | Competizione                                                                    | Reti                                                                            | Note                                                                            |
| ------------------------------------------------------------------------------- | ------------------------------------------------------------------------------- | ------------------------------------------------------------------------------- | ------------------------------------------------------------------------------- | ------------------------------------------------------------------------------- | ------------------------------------------------------------------------------- | ------------------------------------------------------------------------------- | ------------------------------------------------------------------------------- |
| 13-8-2013                                                                       | Friburgo in Brisgovia                                                           | Germania under 21                                                               | 0 – 0                                                                           | Francia under 21                                                                | Amichevole                                                                      | -                                                                               | 71’                                                                             |
| 10-10-2013                                                                      | Erevan                                                                          | Armenia under 21                                                                | 1 – 4                                                                           | Francia under 21                                                                | Qual. Europeo Under-21 2015                                                     | -                                                                               |                                                                                 |
| 14-10-2013                                                                      | Reykjavík                                                                       | Islanda under 21                                                                | 3 – 4                                                                           | Francia under 21                                                                | Qual. Europeo Under-21 2015                                                     | -                                                                               |                                                                                 |
| 14-11-2013                                                                      | Saint-Denis                                                                     | Francia under 21                                                                | 6 – 0                                                                           | Armenia under 21                                                                | Qual. Europeo Under-21 2015                                                     | -                                                                               | 66’                                                                             |
| 18-11-2013                                                                      | Saint-Denis                                                                     | Francia under 21                                                                | 1 – 1                                                                           | Paesi Bassi under 21                                                            | Amichevole                                                                      | -                                                                               | 56’                                                                             |
| 4-3-2014                                                                        | Le Mans                                                                         | Francia under 21                                                                | 1 – 0                                                                           | Bielorussia under 21                                                            | Qual. Europeo Under-21 2015                                                     | -                                                                               |                                                                                 |
| 2-6-2014                                                                        | Saint-Pierre                                                                    | Francia under 21                                                                | 6 – 0                                                                           | Singapore under 21                                                              | Amichevole                                                                      | -                                                                               | 58’                                                                             |
| 8-9-2014                                                                        | Auxerre                                                                         | Francia under 21                                                                | 1 – 1                                                                           | Islanda under 21                                                                | Qual. Europeo Under-21 2015                                                     | -                                                                               |                                                                                 |
| 17-11-2014                                                                      | Brest                                                                           | Francia under 21                                                                | 3 – 2                                                                           | Inghilterra under 21                                                            | Amichevole                                                                      | -                                                                               |                                                                                 |
| Totale                                                                          |                                                                                 | Presenze                                                                        | 9                                                                               |                                                                                 | Reti                                                                            | 0                                                                               |                                                                                 |

| Cronologia completa delle presenze e delle reti in nazionale ― Francia under 20 | Cronologia completa delle presenze e delle reti in nazionale ― Francia under 20 | Cronologia completa delle presenze e delle reti in nazionale ― Francia under 20 | Cronologia completa delle presenze e delle reti in nazionale ― Francia under 20 | Cronologia completa delle presenze e delle reti in nazionale ― Francia under 20 | Cronologia completa delle presenze e delle reti in nazionale ― Francia under 20 | Cronologia completa delle presenze e delle reti in nazionale ― Francia under 20 | Cronologia completa delle presenze e delle reti in nazionale ― Francia under 20 |
| Data                                                                            | Città                                                                           | In casa                                                                         | Risultato                                                                       | Ospiti                                                                          | Competizione                                                                    | Reti                                                                            | Note                                                                            |
| ------------------------------------------------------------------------------- | ------------------------------------------------------------------------------- | ------------------------------------------------------------------------------- | ------------------------------------------------------------------------------- | ------------------------------------------------------------------------------- | ------------------------------------------------------------------------------- | ------------------------------------------------------------------------------- | ------------------------------------------------------------------------------- |
| 7-9-2012                                                                        | Qinhuangdao                                                                     | Francia under 20                                                                | 0 – 0                                                                           | Cina under 20                                                                   | Amichevole                                                                      | -                                                                               | 69’                                                                             |
| 11-9-2012                                                                       | Qinhuangdao                                                                     | Messico under 20                                                                | 1 – 3                                                                           | Francia under 20                                                                | Amichevole                                                                      | -                                                                               | 79’                                                                             |
| 13-11-2012                                                                      | Saint-Denis                                                                     | Francia under 20                                                                | 2 – 1                                                                           | Ucraina under 20                                                                | Amichevole                                                                      | 1                                                                               |                                                                                 |
| 5-2-2013                                                                        | Créteil                                                                         | Francia under 20                                                                | 2 – 0                                                                           | Portogallo under 20                                                             | Amichevole                                                                      | -                                                                               | 45’                                                                             |
| 21-3-2013                                                                       | Tours                                                                           | Francia under 20                                                                | 3 – 1                                                                           | Danimarca under 20                                                              | Amichevole                                                                      | -                                                                               | 69’                                                                             |
| 25-3-2013                                                                       | Saint-Denis                                                                     | Francia under 20                                                                | 3 – 0                                                                           | Romania under 20                                                                | Amichevole                                                                      | -                                                                               | 87’                                                                             |
| 11-6-2013                                                                       | Romorantin-Lanthenay                                                            | Francia under 20                                                                | 3 – 1                                                                           | Grecia under 20                                                                 | Amichevole                                                                      | -                                                                               | 59’                                                                             |
| 14-6-2013                                                                       | Amiens                                                                          | Francia under 20                                                                | 2 – 2                                                                           | Colombia under 20                                                               | Amichevole                                                                      | -                                                                               |                                                                                 |
| 21-6-2013                                                                       | Istanbul                                                                        | Francia under 20                                                                | 3 – 1                                                                           | Ghana under 20                                                                  | Mondiali Under-20 2013 - 1º turno                                               | -                                                                               | 90’                                                                             |
| 24-6-2013                                                                       | Istanbul                                                                        | Francia under 20                                                                | 1 – 1                                                                           | Stati Uniti under 20                                                            | Mondiali Under-20 2013 - 1º turno                                               | -                                                                               | 74’                                                                             |
| 27-6-2013                                                                       | Istanbul                                                                        | Spagna under 20                                                                 | 2 – 1                                                                           | Francia under 20                                                                | Mondiali Under-20 2013 - 1º turno                                               | -                                                                               |                                                                                 |
| 2-7-2013                                                                        | Gaziantep                                                                       | Francia under 20                                                                | 4 – 1                                                                           | Turchia under 20                                                                | Mondiali Under-20 2013 - Ottavi di finale                                       | 1                                                                               |                                                                                 |
| 6-7-2013                                                                        | Rize                                                                            | Francia under 20                                                                | 4 – 0                                                                           | Uzbekistan under 20                                                             | Mondiali Under-20 2013 - Quarti di finale                                       | -                                                                               |                                                                                 |
| 10-7-2013                                                                       | Bursa                                                                           | Francia under 20                                                                | 2 – 1                                                                           | Ghana under 20                                                                  | Mondiali Under-20 2013 - Semifinale                                             | -                                                                               |                                                                                 |
| 13-7-2013                                                                       | Istanbul                                                                        | Francia under 20                                                                | 4 – 1                                                                           | Uruguay under 20                                                                | Mondiali Under-20 2013 - Finale                                                 | -                                                                               |                                                                                 |
| Totale                                                                          |                                                                                 | Presenze                                                                        | 15                                                                              |                                                                                 | Reti                                                                            | 2                                                                               |                                                                                 |

| Cronologia completa delle presenze e delle reti in nazionale ― Francia under 19 | Cronologia completa delle presenze e delle reti in nazionale ― Francia under 19 | Cronologia completa delle presenze e delle reti in nazionale ― Francia under 19 | Cronologia completa delle presenze e delle reti in nazionale ― Francia under 19 | Cronologia completa delle presenze e delle reti in nazionale ― Francia under 19 | Cronologia completa delle presenze e delle reti in nazionale ― Francia under 19 | Cronologia completa delle presenze e delle reti in nazionale ― Francia under 19 | Cronologia completa delle presenze e delle reti in nazionale ― Francia under 19 |
| Data                                                                            | Città                                                                           | In casa                                                                         | Risultato                                                                       | Ospiti                                                                          | Competizione                                                                    | Reti                                                                            | Note                                                                            |
| ------------------------------------------------------------------------------- | ------------------------------------------------------------------------------- | ------------------------------------------------------------------------------- | ------------------------------------------------------------------------------- | ------------------------------------------------------------------------------- | ------------------------------------------------------------------------------- | ------------------------------------------------------------------------------- | ------------------------------------------------------------------------------- |
| 6-9-2011                                                                        | Roma                                                                            | Italia under 19                                                                 | 1 – 3                                                                           | Francia under 19                                                                | Amichevole                                                                      | -                                                                               |                                                                                 |
| 5-10-2011                                                                       | Saint-Denis                                                                     | Francia under 19                                                                | 2 – 2                                                                           | Inghilterra under 19                                                            | Amichevole                                                                      | -                                                                               |                                                                                 |
| 9-10-2011                                                                       | Saint-Denis                                                                     | Francia under 19                                                                | 1 – 2                                                                           | Portogallo under 19                                                             | Amichevole                                                                      | -                                                                               |                                                                                 |
| 29-2-2012                                                                       | Meaux                                                                           | Francia under 19                                                                | 1 – 2                                                                           | Spagna under 19                                                                 | Amichevole                                                                      | -                                                                               | 80’                                                                             |
| 12-4-2012                                                                       | Padrão da Légua                                                                 | Georgia under 19                                                                | 3 – 0                                                                           | Francia under 19                                                                | Amichevole                                                                      | -                                                                               |                                                                                 |
| 14-4-2012                                                                       | Rebordosa                                                                       | Portogallo under 19                                                             | 0 – 0                                                                           | Francia under 19                                                                | Amichevole                                                                      | -                                                                               | 80’                                                                             |
| 25-5-2012                                                                       | Saint-Denis                                                                     | Francia under 19                                                                | 2 – 1                                                                           | Rep. Ceca under 19                                                              | Amichevole                                                                      | -                                                                               |                                                                                 |
| 30-5-2012                                                                       | Praga                                                                           | Paesi Bassi under 19                                                            | 0 – 6                                                                           | Francia under 19                                                                | Amichevole                                                                      | -                                                                               |                                                                                 |
| 3-7-2012                                                                        | Rakvere                                                                         | Serbia under 19                                                                 | 0 – 3                                                                           | Francia under 19                                                                | Europeo Under-19 2012 - 1º turno                                                | -                                                                               |                                                                                 |
| 6-7-2012                                                                        | Haapsalu                                                                        | Francia under 19                                                                | 1 – 0                                                                           | Croazia under 19                                                                | Europeo Under-19 2012 - 1º turno                                                | -                                                                               |                                                                                 |
| 9-7-2012                                                                        | Tallinn                                                                         | Francia under 19                                                                | 1 – 2                                                                           | Inghilterra under 19                                                            | Europeo Under-19 2012 - 1º turno                                                | 1                                                                               |                                                                                 |
| 12-7-2012                                                                       | Tallinn                                                                         | Spagna under 19                                                                 | 3 – 3 dts (4 – 2 dtr)                                                           | Francia under 19                                                                | Europeo Under-19 2012 - Semifinale                                              | -                                                                               |                                                                                 |
| Totale                                                                          |                                                                                 | Presenze                                                                        | 12                                                                              |                                                                                 | Reti                                                                            | 1                                                                               |                                                                                 |

## Palmarès

### Club
- UEFA Conference League: 1

Roma: 2021-2022

### Nazionale
- Campionato mondiale Under-20: 1

Turchia 2013
- UEFA Nations League: 1

2020-2021